# Cmentarz żydowski w Bitoli
Cmentarz żydowski w Bitoli (mac. Еврејски гробишта во Битола) – cmentarz żydowski (głównie sefardyjski) zlokalizowany w północno-wschodniej części północnomacedońskiej Bitoli. Jest to jeden z największych i najstarszych cmentarzy żydowskich na Bałkanach.

## Historia

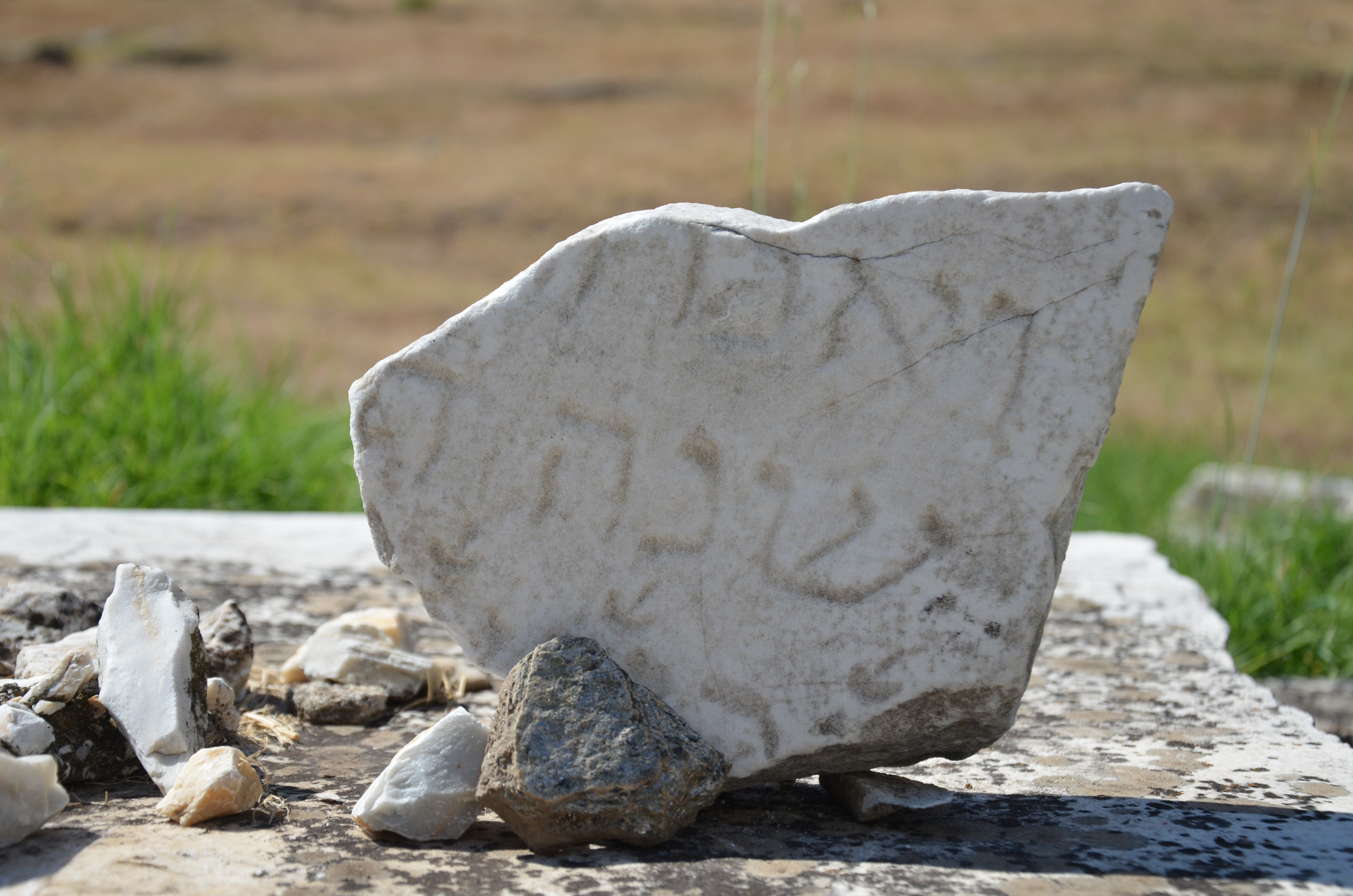
Impresja cmentarna

Bitola była głównym ośrodkiem życia żydowskiego na Bałkanach z dużą, choć stosunkowo zubożałą populacją. Społeczność żydowska w Bitoli przed II wojną światową liczyła ponad 3350 osób.
Obiekt ucierpiał w wyniku bombardowań Bitoli przeprowadzonych przez państwa centralne (Niemcy i Bułgarię) w 1916. W 1924 lokalny rabin, Shabtai Dzhaen, stwierdził, że większość zabytków uległa zniszczeniu i służyła jako materiał budowlany. Udał się do Ameryki i tam zebrał datki od żydowskich emigrantów z Bitoli. Po powrocie w 1929 podjął akcję budowy muru z kamienia z rzeźbionymi tarczami Dawida i uporządkował samą nekropolię. Mur uchronił cmentarz przed profanacją i zniszczeniem podczas bułgarskiej okupacji Macedonii w trakcie II wojny światowej.
W 1943 cała żydowska ludność Bitoli została jednego dnia deportowana do niemieckiego obozu zagłady w Treblince (przeżyło około sto osób). Społeczność tę upamiętnia kolekcja zdjęć portretowych wykonanych przez okupacyjne siły bułgarskie w 1942, która obecnie znajduje się w Macedońskim Archiwum Państwowym w Skopje.
W 1961 miejscowa rada miejska podjęła decyzję o rewitalizacji całego kompleksu cmentarnego i utworzeniu parku pamięci dawnej społeczności żydowskiej. Cmentarz miał zostać objęty ochroną rządową. Projekt został opracowany, ale nie doszło do jego realizacji, mimo zebrania części środków.
Począwszy od 2015 jest tu tworzony Park Pamięci Żydów z Monastiru (historyczna nazwa Bitoli).

## Architektura
Cmentarz jest opuszczony i po zakończeniu II wojny światowej nie dokonywano tu pochówków. Nekropolia zajmuje zbocze wzgórza bezpośrednio na północ od ronda na drodze do Skopje. Powstanie cmentarza datuje się na rok 1497 (zaledwie pięć lat po wypędzeniu Żydów z Hiszpanii). Zachowało się tu około tysiąc kamiennych grobów (poziomych, w stylu sefardyjskim), z których większość jest mocno zerodowana i nieczytelna. Całość otoczona jest murem, z dużą bramą wejściową z łukowatym portalem flankowanym dwoma oknami. 
Obiekt jest otwarty dla zwiedzających.

## Galeria

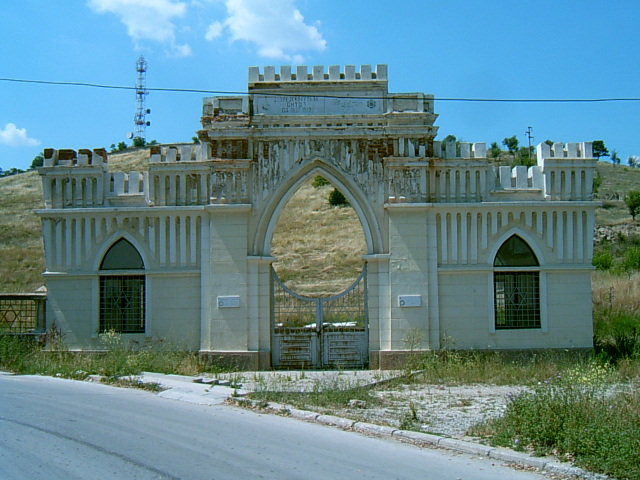
Brama cmentarna
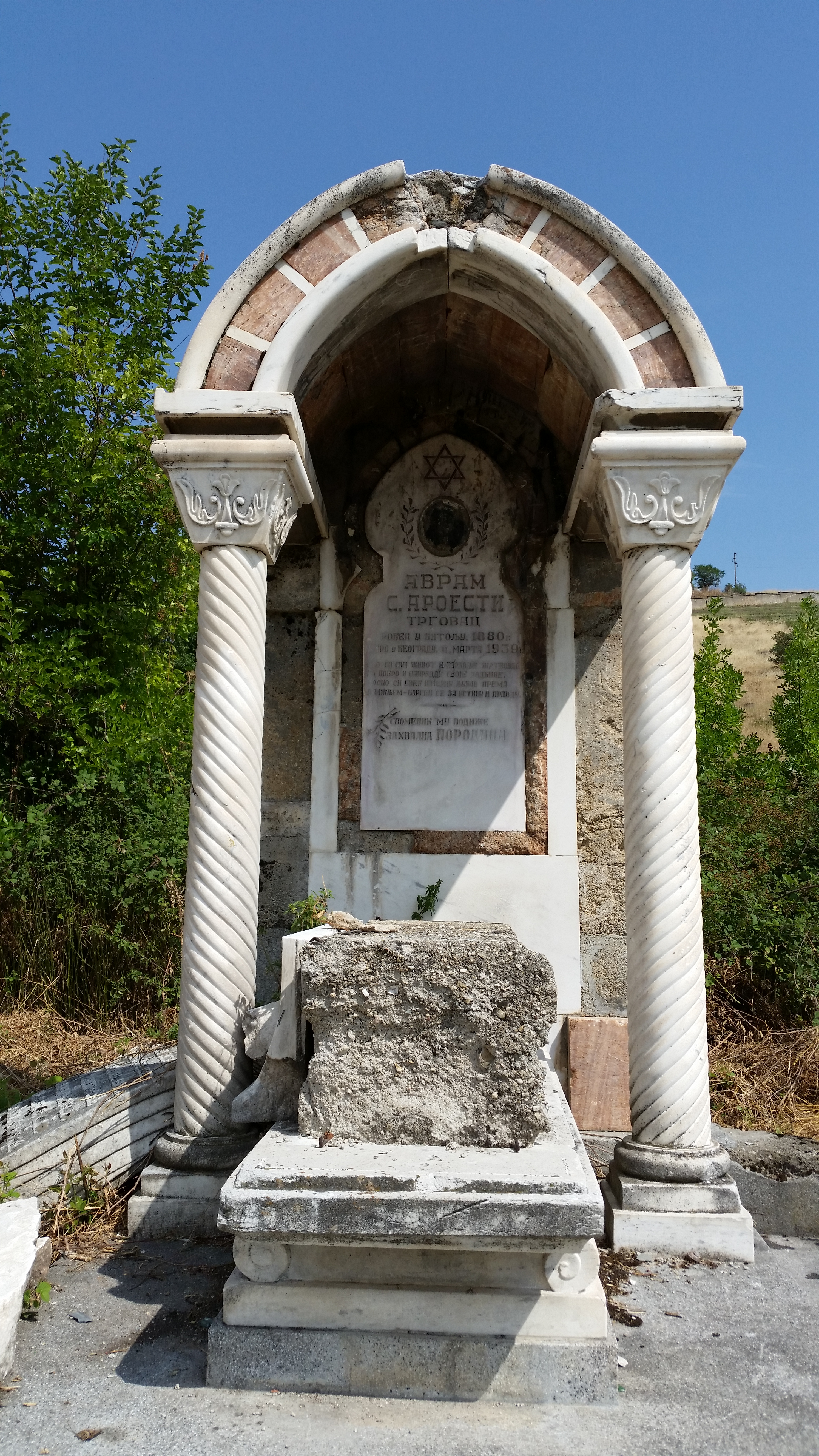
Grób Avrama S. Aroesti
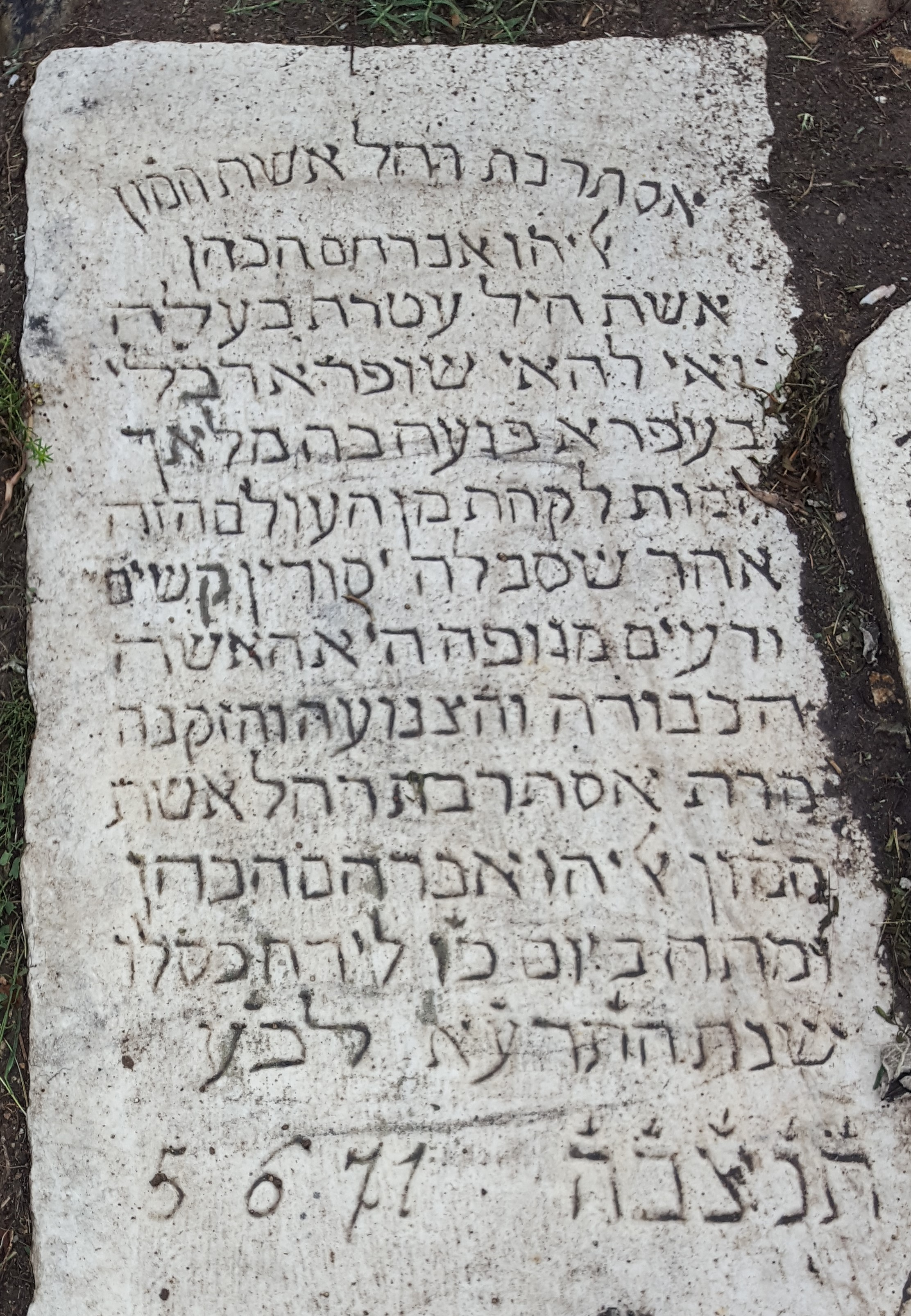
Jeden z czytelnych nagrobków
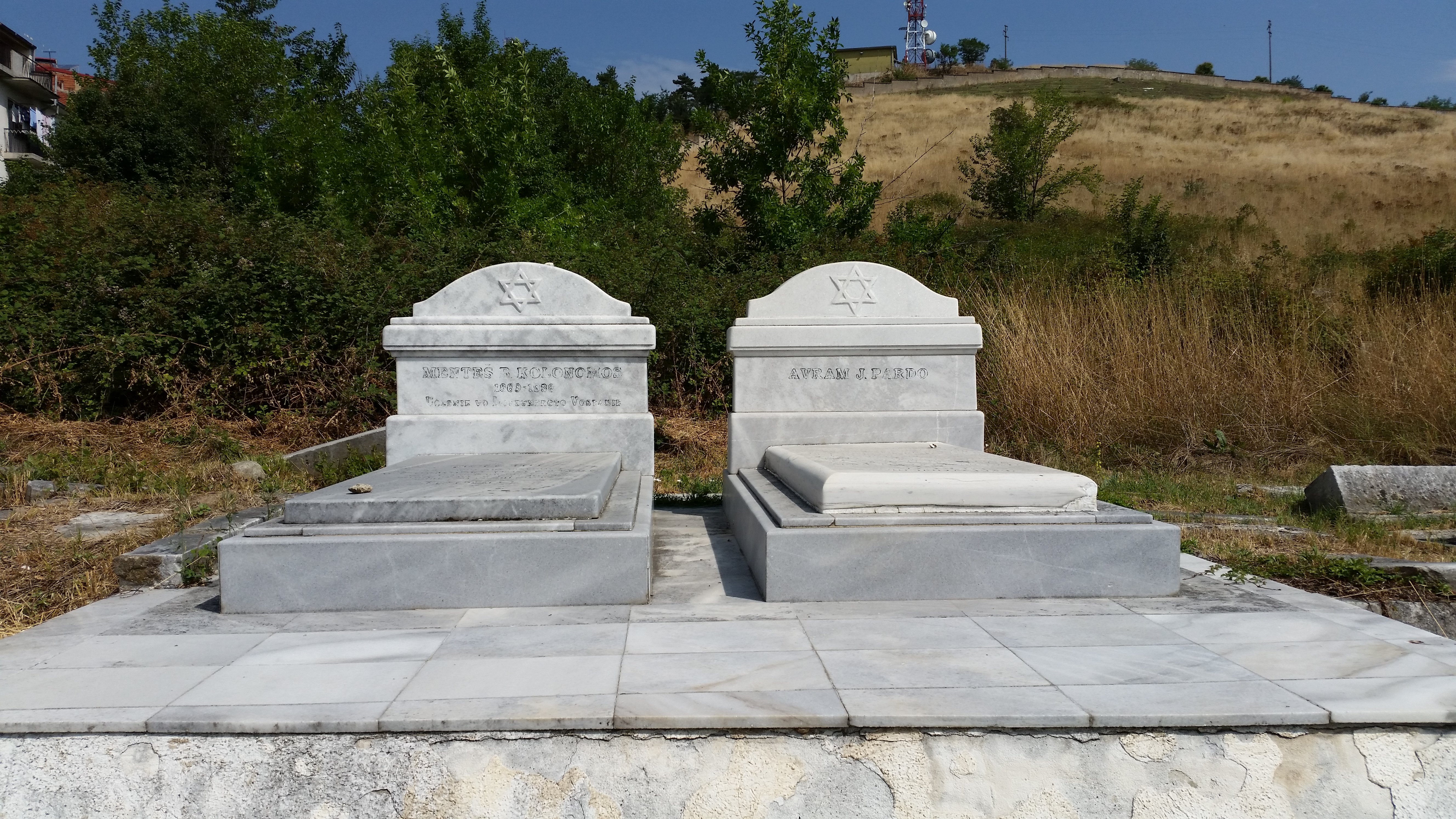
Wyremontowane nagrobki